# Oxford Studies in Metaphysics
Oxford Studies in Metaphysics é uma série de livros de antologia sobre metafísica publicados pela Oxford University Press. Os editores da série são Karen Bennett e Dean Zimmerman.